# 구연방주
구연방주(舊聯邦州, 독일어: Alte Bundesländer 알테 분데스렌더[*])는 1990년 동서독 통일 이전부터 서독의 행정 구역으로 있던 독일의 주이다.
- 바덴뷔르템베르크주
- 바이에른주
- 브레멘주
- 함부르크
- 헤센주
- 니더작센주
- 노르트라인베스트팔렌주
- 라인란트팔츠주
- 자를란트주
- 슐레스비히홀슈타인주

## 같이 보기
- 신연방주
- 베를린